# 松禾温泉站
松禾溫泉站（韓語：송화온천역）是位于朝鮮民主主義人民共和國黃海南道松禾郡温泉里的一個鐵路車站。屬於長淵線。

## 歷史
- 1929年11月1日，落成使用。

## 邻近车站
長淵線
水橋站 - 松禾溫泉站 - 乐渊站